# Eucaerus varicornis
Eucaerus varicornis är en skalbaggsart som beskrevs av Leconte. Eucaerus varicornis ingår i släktet Eucaerus och familjen jordlöpare. Inga underarter finns listade i Catalogue of Life.